# Kroatië op het Eurovisiesongfestival 2021
Kroatië nam deel aan het Eurovisiesongfestival 2021 in Rotterdam, Nederland. Het was de 26ste deelname van het land aan het Eurovisiesongfestival. HRT was verantwoordelijk voor de Kroatische bijdrage voor de editie van 2021.

## Selectieprocedure
HRT koos er net als een jaar eerder voor om Dora te organiseren als nationale preselectie voor het Eurovisiesongfestival. Het was de 22ste editie van de nationale voorronde. Geïnteresseerden konden zich van 26 oktober tot 10 december 2020 inschrijven voor deelname. HRT ontving uiteindelijk 140 inschrijvingen, en gaf op 10 december 2020 de namen van de veertien geselecteerde kandidaten vrij.
Dora 2021 vond plaats op 13 februari 2021 in Opatija. De show werd gepresenteerd door Daniela Trbović, Barbara Kolar, Jelena Lešić en Doris Pinčić Rogoznica. De helft van de punten werd verdeeld door het grote publiek. De andere helft werd verdeeld door tien verschillende regionale jury's. Bij een gelijkstand gaf de voorkeur van het publiek de doorslag. Uiteindelijk ging Albina Grčić met Tick-tock met de zegepalm aan de haal.

## Dora 2021
13 februari 2021
| Plaats | Artiest                          | Lied                  | Jury | Publiek | Totaal |
| ------ | -------------------------------- | --------------------- | ---- | ------- | ------ |
| 1      | Albina Grčić                     | Tick-tock             | 78   | 120     | 198    |
| 2      | Nina Kraljić                     | Rijeka                | 68   | 77      | 145    |
| 3      | Mia Negovetić                    | She's like a dream    | 67   | 52      | 119    |
| 4      | Cambi                            | Zaljubljen            | 47   | 71      | 118    |
| 5      | Filip Rudan                      | Blind                 | 65   | 53      | 118    |
| 6      | ToMa                             | Ocean of love         | 64   | 39      | 103    |
| 7      | Bernarda Brunović                | Colors                | 77   | 22      | 99     |
| 8      | Tony Cetinski & Kiki Rahimovski  | Zapjevaj, sloboda je! | 30   | 47      | 77     |
| 9      | Ella Orešković                   | Come this way         | 26   | 26      | 52     |
| 10     | Eric Vidović                     | Reci mi               | 29   | 16      | 45     |
| 11     | Ashley Colburn & Bojan Jambrošić | Share the love        | 9    | 34      | 43     |
| 12     | Beta Sudar                       | Ma zamisli            | 8    | 8       | 16     |
| 13     | Brigita Vuco                     | Noći pijane           | 7    | 8       | 15     |
| 14     | Sandi Cenov                      | Kriv                  | 5    | 7       | 12     |

## In Rotterdam
Kroatië trad aan in de eerste halve finale, op dinsdag 18 mei 2021. Albina Grčić was als tiende van zestien acts aan de beurt, net na TIX uit Noorwegen en gevolgd door Hooverphonic uit België. Kroatië eindigde uiteindelijk op de onfortuinlijke elfde plaats met 110 punten, net onvoldoende voor kwalificatie voor de finale.
1993 · 1994 · 1995 · 1996 · 1997 · 1998 · 1999 · 2000 · 2001 · 2002 · 2003 · 2004 · 2005 · 2006 · 2007 · 2008 · 2009 · 2010 · 2011 · 2012 · 2013 · 2014-2015 · 2016 · 2017 · 2018 · 2019 · 2020 · 2021 · 2022 · 2023 · 2024 · 2025
Albanië · Australië · Azerbeidzjan · België · Bulgarije · Cyprus · Denemarken · Duitsland · Estland · Finland · Frankrijk · Georgië · Griekenland · Ierland · IJsland · Israël · Italië · Kroatië · Letland · Litouwen · Malta · Moldavië · Nederland · Noord-Macedonië · Noorwegen · Oekraïne · Oostenrijk · Polen · Portugal · Roemenië · Rusland · San Marino · Servië · Slovenië · Spanje · Tsjechië · Verenigd Koninkrijk · Zweden · Zwitserland